# Alexander Bustamante
Pour les articles homonymes, voir Bustamante.
William Alexander Bustamante (24 février 1884 - 6 août 1977) est un homme politique jamaïcain qui fut premier ministre de 1962 à 1967.

## Biographie
Alexander Bustamante est né sous le nom d'Alexander Clarke de Mary Clarke (née Wilson), une femme métisse, et de son mari, Robert Constantine Clarke, un planteur d'origine irlandaise et catholique, à Blenheim (Paroisse de Hanover). Il a déclaré avoir pris le nom de famille Bustamante pour honorer un capitaine de vaisseau espagnol qui l'avait adopté dans ses premières années et l'avait emmené en Espagne pour étudier avant qu'il ne revienne en Jamaïque. Il semblerait que ceci soit faux, et qu'il n'ait pas quitté la Jamaïque avant de se rendre à Cuba en 1905, où les possibilités d'emploi dans l'industrie sucrière alors florissante était plus importantes que dans son île natale . Durant son exil, il a notamment été policier à Cuba et diététicien dans un hôpital de New York. 
Il rentre en Jamaïque en 1932 et s'établit comme prêteur sur gage à Kingston. Il se fait rapidement connaître comme un activiste dénonçant les injustices sociales au sein de la colonie par ses lettres publiées dans le Daily Gleaner (aujourd'hui The Jamaican Gleaner). Il participe aussi au nombreuses manifestations ouvrières qui parcourent alors le pays et son charisme en fait rapidement une des figures majeures du mouvement ouvrier jamaïcain. 
Le 23 janvier 1939, il fonde un syndicat, le Bustamante Industrial Trade Union (en) (BITU), dont il devient le président à vie. Le BITU devient rapidement le syndicat le plus important du pays.
Du 8 septembre 1939 au 8 février 1942 il est emprisonné par le pouvoir colonial britannique pour avoir appelé les dockers et travailleurs du port à la grève en temps de guerre. Durant son emprisonnement, c'est son cousin Norman Manley qui dirige le BITU et étend son influence.
Dès sa sortie de prison, Bustamente rompt avec Manley et fonde le Jamaica Labour Party (JLP) en juillet 1943. C'est sous cette étiquette qu'il concourt aux premières élections générales de 1944 à la suite de l'adoption de la nouvelle constitution. Le JLP remporte alors 22 sièges sur 32 et Bustamente devient la figure majeure du cabinet où il détient le portefeuille des Télécommunications. En 1947, il est élu maire de Kingston. En 1949, son parti reste majoritaire au Parlement avec 17 sièges sur 32, mais avec moins de voix que le Parti national du peuple de Norman Manley. Il obtient des modifications de la constitution de 1944 qui lui permette de devenir officiellement le premier Chief Minister of Jamaica le 5 mai 1953. 
Le JLP perd les élections de 1955 et 1959 et Bustamente devient le Leader of the Opposition face aux gouvernements de Norman Manley. Durant cette période et alors que la marche vers l'indépendance de la plupart des colonies britanniques de la Caraïbe se précise, il devient peu à peu un opposant farouche à la Fédération des Indes occidentales qui prend forme à partir de 1956. Norman Manley propose alors un référendum sur le maintien de la Jamaïque au sein de la Fédération qui se tient en 1961. C'est l'option de la sécession qui l'emporte largement et Manley négocie alors une indépendance pour la Jamaïque qui prend effet en 1962.
Lors des élections législatives qui précèdent l'indépendance en 1962, le JLP remporte 26 sièges sur 45 et Bustamente redevient chef de gouvernement de la Jamaïque, puis dès le 6 août 1962 le premier Premier ministre de la Jamaïque indépendante.
En 1967, il se retire de la vie politique pour raisons de santé et choisi Donald Sangster puis Hugh Shearer pour le remplacer comme Premier ministre de la Jamaïque. Il meurt à Irish Town le 6 août 1977.